# Parc provincial Height of the Rockies
Le parc provincial Height of the Rockies (anglais : Height of the Rockies Provincial Park) est un parc provincial de la Colombie-Britannique situé dans les montagnes Rocheuses.

## Situation
Le parc se trouve au Sud-est de la province à la frontière de l'Alberta. À l'Est se situe le Parc provincial Elk Lakes.